# Ворота цитадели Туркестана
Ворота цитадели Туркестана — памятник истории и архитектуры XVI—XIX веков в городе Туркестане на восточной стороне цитадели городища Туркестан. С 1982 года входит в список памятников истории и культуры Казахстана республиканского значения.

## Архитектура
Ворота выполнены в архитектурном русле архитектурных традиций позднесредневековой среднеазиатской фортификации. Памятник представляет собой портальную постройку со стрельчатой аркой, фланкированную двумя башнями-лестницами. Как и стена крепости, ворота увенчаны бойницами и зубцами. Деревянные двухстворчатые полотна ворот закреплены шарнирно между каменным (из песчанника) основанием и балкой-перемычкой. Проходы к винтовым лестницам башен перекрыты балочным настилом. Ступени лестниц дощатые, защемлённые в кладке стен. Постройка выполнена из удлинённого жжёного кирпича так называемого «европейского» образца, на известковом растворе, арка — квадратным кирпичом на гипсе. Крепостные стены сложены из сырцового крупноразмерного кирпича. Помимо лестниц в башнях, выход на боевой ход стены обеспечен крупными разбежными лестницами, устроенными изнутри цитадели, вдоль стены, справа и слева от ворот. В 1980 году ворота были реконструированы.